# B. Reeves Eason, Jr.
B. Reeves Eason Jr. (19 de noviembre de 1914 – 25 de octubre de 1921) fue un actor cinematográfico infantil de nacionalidad estadounidense, activo en la época del cine mudo. 
Nacido en Los Ángeles, California, fue apodado "Master Breezy Reeves, Jr.", "Universal's Littlest Cowboy" y Breezy Eason, Jr. Reeves era hijo del director y actor cinematográfico B. Reeves Eason.
Eason Jr. falleció en Hollywood, California, en un accidente producido por un camión sin control durante el rodaje del western mudo de Harry Carey The Fox (1921). No había cumplido todavía los siete años de edad. Fue enterrado en el Cementerio Hollywood Forever, en Hollywood.

## Filmografía
- Sure Fire (1921)
- The Fox (1921)
- The Big Adventure (1921)
- Two Kinds of Love (1920)
- Pink Tights (1920)
- The Lone Ranger (1920)
- Blue Streak McCoy (1920)
- His Nose in the Book (1920)
- The Kid and the Cowboy (1919)
- The Thunderbolt (1919)
- Nine-Tenths of the Law (1918)
- Gold and the Woman (1916)